# Cantó de Grand-Champ
El cantó de Grand-Champ (bretó Kanton Gregam) és una divisió administrativa francesa situat al departament d'Ar Mor-Bihan a la regió de Bretanya.

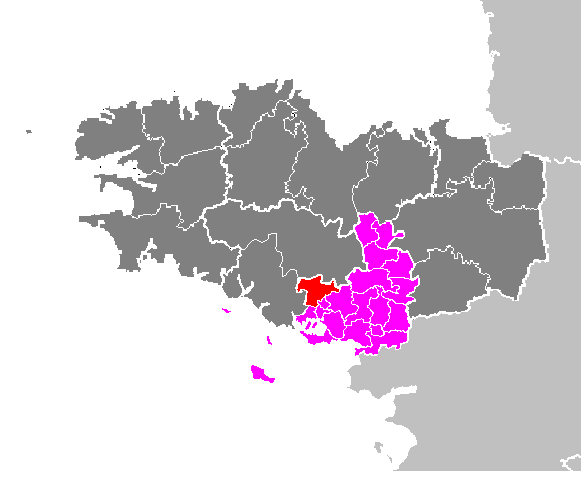
Situació del cantó

## Composició
El cantó aplega 8 comunes :
| Nom francès          | Nom bretó       | Població | km²    | Codi Postal | Codi INSEE |
| Brandivy             | Brandevi        | 930      | 25,88  | 56390       | 56022      |
| Colpo                | Kolpoù          | 1.809    | 26,48  | 56390       | 56042      |
| Grand-Champ          | Gregam          | 4.246    | 67,34  | 56390       | 56067      |
| Locmaria-Grand-Champ | Lokmaria-Gregam | 733      | 14,06  | 56390       | 56115      |
| Locqueltas           | Lokeltaz        | 1.215    | 19,46  | 56390       | 56120      |
| Meucon               | Meukon          | 1.268    | 5,73   | 56890       | 56132      |
| Plaudren             | Plaodren        | 1.448    | 41,07  | 56420       | 56157      |
| Plescop              | Pleskob         | 3.671    | 23,35  | 56890       | 56158      |
| Cantó                | Gregam          | 15.320   | 223,37 | -           | 5610       |

## Evolució demogràfica
| 1962  | 1968  | 1975  | 1982   | 1990   | 1999   |
| ----- | ----- | ----- | ------ | ------ | ------ |
| 8.822 | 8.978 | 9.897 | 12.158 | 13.661 | 15.320 |

## Història
| Data d'elecció                           | Identitat     | Partit        | Qualitat |
| ---------------------------------------- | ------------- | ------------- | -------- |
| 2001-                                    | Yves Bleunven | Divers droite |          |
| les dades anteriors no són pas conegudes |               |               |          |
|                                          |               |               |          |